# Lortetia
Lortetia je rod iz porodice Passifloraceae. Sinonim za četiri vrste pasiflora:
- Lortetia biflora (Lam.) Seringe = Passiflora biflora Lam.
- Lortetia holosericea (L.) Seringe = Passiflora holosericea L.
- Lortetia sexflora (A. Juss.) Seringe = Passiflora sexflora A. Juss.
- Lortetia vespertilio (L.) Seringe = Passiflora vespertilio L.